# La vita giusta per me
La vita giusta per me è un mixtape del rapper italiano CoCo, pubblicato il 28 aprile 2016 da Roccia Music.

## Descrizione
Il mixtape è stato pubblicato in free-download il 28 aprile 2016 sul sito di Roccia Music ed è stato rilasciato anche nei vari digital stores in una versione in cui non è presente la traccia 5 Vivo per questo.

## Tracce
1. Intro – 1:41
2. La vita giusta per me – 3:33
3. Perso con te – 3:44
4. Non dirmi di no – 4:24
5. Vivo per questo (feat. Luchè, Geeno) – 4:53
6. La mia età – 4:28
7. Lasciarsi andare (feat. Luchè) – 5:01
8. Ora o mai più – 3:09
9. Sunset Boulevard – 3:46
10. Vieni via con me – 3:11
11. Pizzaboy CoCo – 3:24
12. Fidati di me – 3:15
13. Come mi vedi (feat. Da Blonde) – 3:29
14. Outro – 3:53

## Formazione
Musicisti
- CoCo – voce
- Luchè – voce aggiuntiva (tracce 5 e 7)
- Da Blonde – voce aggiuntiva (traccia 13)

Produzione
- Geeno – produzione (tracce 1, 2, 4, 5, 6, 7, 8, 13 e 14)
- D-Ross – produzione (tracce 10 e 11)
- Haru – produzione (traccia 3)
- Luchè – produzione (traccia 9)
- Desnup – produzione (traccia 12)